# Озерянська ікона Божої Матері

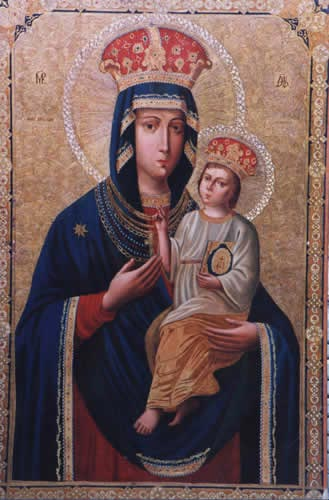
Озерянська ікона Божої Матері

Озерянська ікона Божої Матері — головна святиня і покровителька міста Харкова і всієї Слобожанщини. День пам'яті святкується 12 листопада за новим стилем. Ікона вшановується не тільки жителями Харкова, а й усім навколишнім населенням. Вважається покровителькою мисливців та рибалок. Кажуть, за «чудотворністю», якщо так можна висловитися, ікона поступалася лише головній іконі Російської імперії — іконі Казанської Божої Матері. Ікона втрачена у 30-ті роки XX століття. З неї залишилися численні списки, деякі прославилися своїми чудесами.

## Історія ікони
Історію свою ікона веде ще з кінця XVII ст., коли татарські набіги спустошували Слобожанщину.
З'явилася ікона в Озерянській місцевості (знаходиться за 3 кілометри від сел. Мерефи, Харківської області), коли один з її жителів, що косив траву за лісом, після одного з помахів коси почув людський стогін і при цьому побачив половину священного зображення на краю коси, а іншу половину образу і перед нею палаючу свічку — біля коріння дерева, що знаходилось поруч. Косар, взявши обидві половини цього образу, вніс у свою хатину і, склавши їх, поставив у пристойному місці, і, залишивши свою роботу, старанно помолився. На другий день рано вранці він не знайшов святині у своїй хаті, бо вона була на місці явлення, і була зрощена, а на самому місці заструмилось джерело чистої води.
На Слобожанщину ікона, ймовірно, була принесена переселенцями з Правобережної України, звідки, на полотні ікони з'явилися згини.
Розмір ікони був 40х34 см. Її вигляд описано в книзі Д. І. Багалія та Д. П. Міллера «Истории города Харькова за 250 лет его существования» (с 1655 по 1905-й год):

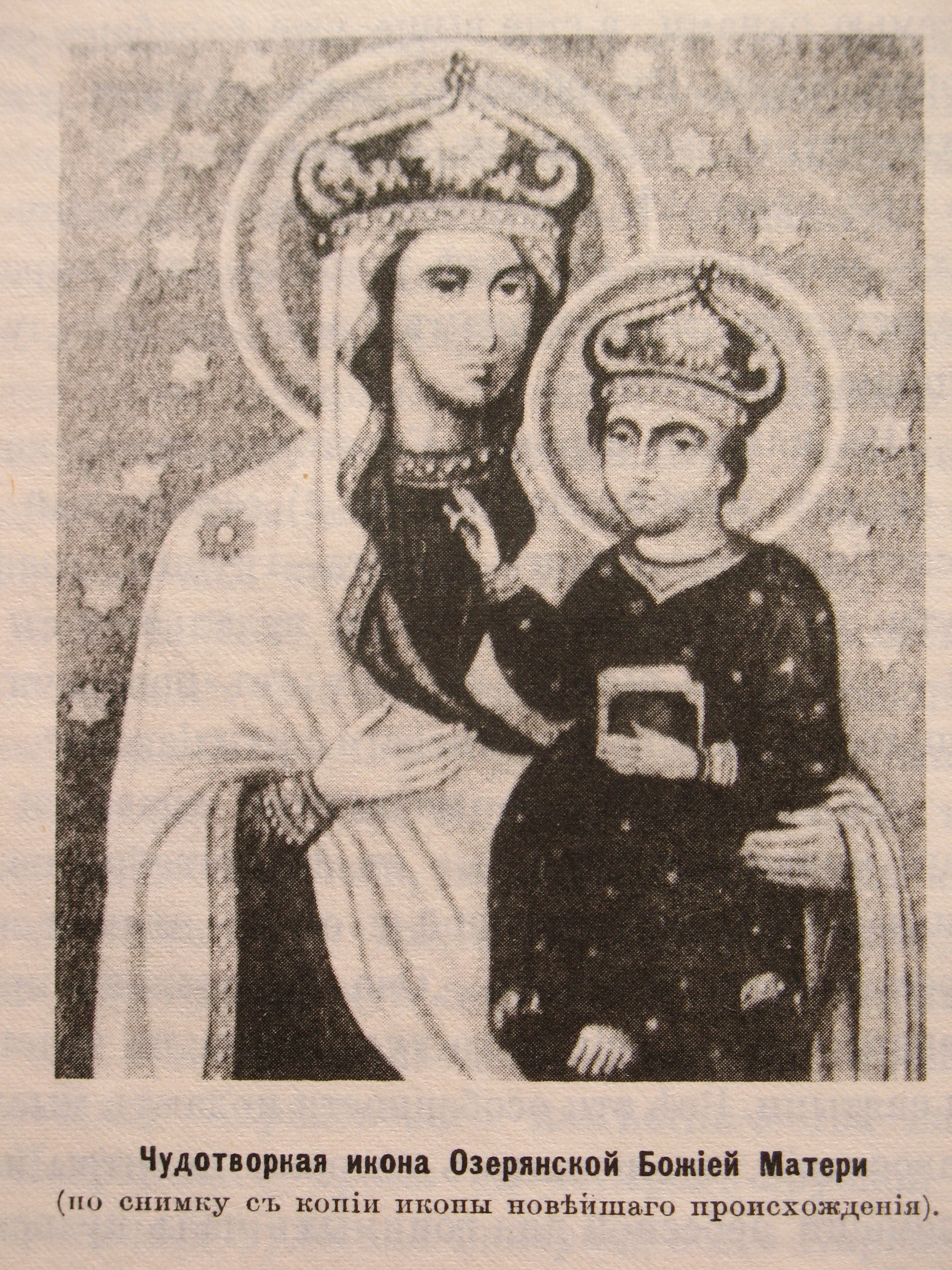
із книги «Истории города Харькова за 250 лет его существования (с 1655 по 1905-й год)» Д. І. Багалія та Д. П. Міллера

|  | „…Икона, говорить проф. Е. К. Рединъ, действительно писана на холсте, прикрепленном к доске. Письмо, как справедливо замечает преосвящ. Филарет, кисти древнего малороссийского художника, в том смысле, конечно, что икона местного, южно-русского происхождения; исполнение ее довольно посредственное и она писана, по всей вероятности, простым мастером копировавшим хороший образец; контуры фигур грубые, краска, обычная в памятниках южно-русских для XVII—XVIII в. — красная, голубая. Икона дошла до нашего времени в плохой сохранности, но все же ясно очерчивается лик Богоматери, Младенца, их положение, цвет их одежд. Богородица изображена повернувшей лицо в сторону Младенца, на ней красный хитон и голубой мафорий, на голове корона; правая рука ее в позе моления, а левой она поддерживает Младенца Христа, сидящего у нее как бы на коленях у левой руки; Младенец одет в красную рубашку-хитон, на голове у него такая-же корона, как у Богородицы, в левой руке он держит небольшое Евангелие, а правой благословляет. Нимбы у обоих желтые. Начиная от плеч кругом нимбов Богородицы и Христа на фоне иконы шли звезды, видимые и теперь. Вверху иконы, справа и слева облака. Размеры иконы: высота 40 см, ширина 34 см.» |

У той час у храмі Різдва Богородиці с. Мерефи служив ієрей Феодор, який і доніс про цю ікону митрополиту Бєлгородському і Обоянського Феодосію і з його дозволу побудував біля місця явлення ікони церкву Різдва Богородиці, де і була ікона.

## Святогірська пустинь
Благочестивий ієрей Феодор бачив багато чудес від образу Богоматері і захотів, щоб у його пустельному хуторі був заснований чоловічий монастир. У той час відвідав Озерянку відомий намісник Святогорського Успенського монастиря Севастіян Юхновський, який, за переказами, був тоді дуже хворий. Пішки прийшов він зі своєї обителі в Озерянку, щоб поклонитися чудотворній іконі Богоматері, і вилікувався. Дізнавшись про бажання о. Феодора заснувати тут монастир, о. Севастіян взявся допомогти місцевому священику. За Святогорськими актам від 1696 видно, що благочестивий ієрей Феодор передав в особі намісника Святогірського монастиря, отця Севастіана, всю свою нерухому власність в Озерянці Святогорському монастирю і його настоятелю архімандриту Вассіану Василевському для заснування в Озерянці монастиря, який не забарився там влаштуватися ревними працями Святогірського намісника, отця Севастіана, і став відомий під ім'ям Озерянської Богородичної Пустині.
Перше чудо від ікони явилось архімандриту Севастіяну і його свідком був будівельник ієромонах Варсонофій Хвастіченко.
Початок заснування Монастиря відноситься до 1710 року. Вже в 1711 році була споруджена Богородична церква, що й поклало початок заснуванню пустині. Місце це тоді було безлюдним. Оточували його високі пагорби, глибокі балки і густі лісові зарості. На пагорбі, на лівому березі річки Озерянки, поставили дерев'яну церкву. Згодом поставили ще одну церкву на честь Різдва Іоанна Предтечі та дзвіницю з годинником.
Пустинь була невеликою. Братія в 1773 році володіла 5 фруктовими садами, 7 десятинами орної землі, 6 десятинами сінокосу, 3 десятинами лісу. Чисельність братії теж була невеликою. На 1787 склад був таким: Ігумен Єзекиль Туранський, 4 ієромонаха, 1 іеродиякон, 1 чернець і послушники. Але проіснувала ця пустель недовго, близько 80 років.
У 1787 році під час перебування Імператриці Катерини II в Харкові вона підписала указ про передачу під керівництво Григорія Потьомкіна Харківського намісництва. З волі «ясновельможного князя Таврійського» припинили своє існування 15 монастирів Слобожанщини, серед них були закриті Озерянська Богородична пустель, Зміївський Миколаївський козацький монастир, Святогірський монастир. Майно їх було вилучено в казну, а братія всіх монастирів була зібрана в Курязькому монастирі.
Зважаючи на нечисленність братії, велінням Государині Імператриці Катерини II і рішенням Священного Синоду в 1787 році пустинь була скасована. Головний храм монастиря, освячений в ім'я Різдва Пресвятої Богородиці, був розібраний і перенесений в слободу Мерефу. Ікона була перенесена в Курязький монастир, але і він був закритий в 1788 році (не допомогли навіть сімейні зв'язки архімандрита Наркіса з роду Квіток і тоді ікону перенесли в Харківський Покровський Монастир.
Але незабаром на прохання до Катерини II українського генерал-губернатора А. Я. Левандінова і на кошти таємного радника П. Ф. Сабурова в 1796 р. Курязький монастир було відновлено, а в наступному році сюди знову перенесли Озерянську ікону, де вона перебувала 47 років. Однією з причин поліпшення матеріального стану монастиря було те, що до Озерянської ікони, яка знаходилася тут, все літо йшов великий потік прочан.

## Хресний хід
В ті часи особливих релігійних свят в старому Харкові не було: ні мощей, ні хресних ходів, служились тільки акафісти перед особливо шанованими іконами.
16 жовтня 1843 року за доповіддю обер-прокурора Священного Синоду імператор Микола Павлович затврдив прохання мешканців Харкова про впровадження хресного ходу для перенесення ікони Озерянської Божої Матері з Курязького монастиря в Харківський Покровський кафедральний собор. Хресні ходи повинні були проходити 30 вересня (з Куряжа до Харкова) та 22 квітня (з Харкова до Куряжу) за старим стилем відповідно до престольних свят Харківського Покровського собору (1 жовтня) і Курязького монастиря (23 квітня). У зазначені дні припинялася діяльність в присутственних місцях, учні звільнялися від занять і жителі міста і навколишніх слобід стікалися назустріч чудотворного образу. Хода супроводжувалося надзвичайно урочистим співом і дзвоном дзвонів Харківських церков, яких налічувалося в ту пору понад шістдесят.
Перший хресний хід з чудотворною іконою з Куряжа до Харкова відбувся З0 вересня 1844 р. Напередодні в «Харківських губернських відомостях» був описаний весь церемоніал ходу. З ранку монастир був заповнений прочанами. О 9 годині чудотворну ікону винесли з монастирського храму. Під час ходи невпинно лунав спів: «Пресвята Богородиця, спаси нас» і народ з благоговінням молився Пресвятій Діві. У чотирьох верстах від міста вся дорога вкрита була прочанами, які поспішали з'єднатися з процесією. Нарешті це священне хода досягло Холодної гори (підвищений район м. Харкова, Полтавський шлях), де багатотисячний натовп очікував чудотворну ікону. Коли хресний хід підійшов до цього місця, і коли з Холодної гори представилося поглядам, що вся провідна до собору Катеринославська, дуже довга вулиця, вкрита великими натовпами жителів, які прийшли насолодитися духовним торжеством, ніколи небувалим в місті, то стало ясно, що майже все населення Харкова та навколишніх селищ прийшли на це духовне святкування.
На Холодній Горі влаштовано було підвищення, де Преосвященний з духовенством, зустрівши Святу ікону, після звичайного поклоніння і кадіння вітав її коротким молитовним словом … Встановлення хресних ходів з Озерянської іконою викликало необхідність будівництва на Холодній Горі каплиці, яка перетворилася згодом у парафіяльну Церкву.
Але крім цього, історія зберегла багато свідчень про її чудесні зцілення. Сила особливої благодаті виходила від чудотворної ікони на місці її явління — «кульгавим ходіння, глухим слухання, сліпим прозріння, яке добре подавалося». Збереглися немало свідчень про те, як завдяки Озерянській іконі, виліковувалися фізичні хвороби і навіть припинялися епідемії інфекційних захворювань. Широко відомий випадок з біографії Григорія Квітки-Основ'яненка. У дитячому віці він осліп. Лікарі не змогли допомогти хлопчикові. І тоді його мати разом із сином відправилася в Курязький Преображенський монастир, де в той час перебувала Озерянська ікона. Вона довго молилася перед чудотворним образом, а потім вмила обличчя сина святою водою з Онуфріївського джерела. І сталося велике диво — Григорій став прозрівати. З очей хлопчика, немов завіса, сповзла сліпота. Спочатку він розрізняв контури предметів, а потім побачив світ Божий у всій його красі. Пам'ятаючи це чудо, Квітка-Основ'яненко в молодості мав намір постригтися в монахи, був послушником Преображенського монастиря. Крім того, відомо багато зцілень від ікони. Зцілився житель Чугуєва, який мав усохлу руку, зцілення хворої ноги отримав селянин із с. Липці, що під Харковом, а дві сестри єпископа Катеринославського і Таганрозького Серапіона зцілилися, як і Григорій Квітка, від сліпоти.
Коли в липні-серпні 1871 року в Харкові лютувала епідемія холери, до міста з Курязького монастиря була принесена чудотворна ікона Озерянська. Її невпинно носили по домівках харків'ян, магазинам, вулицями, площами. І скрізь служили молебні. У цей час загальний страх і розчарування наповнювали місто, але в будинку де була чудотворна ікона Богоматері, всі немов оживали, підбадьорювали, поспішали до неї прикластися. Прикладалися не тільки православні, а й іновірці: євреї і магометани, бо «бачили від неї силу, що оживляє і зцілює». І молитва віруючих була почута …
Холера відступила, а городяни ще більше повірили в благодатну допомогу Озерянського образу Богоматері.

## Церкви на честь ікони
На пожертвування жителів міста наприкінці XIX століття на території Покровського монастиря була споруджена Озерянська церква. Її будівництво обійшлося в 198 тис. руб. У Озерянській церкві, освяченій 21 листопада 1896 року, і перебувала чудотворна ікона.
Ще одна Озерянська церква була побудована на Холодній Горі. Будівництво цього храму почалося в 1892 році на землі, яку пожертвували селяни Харківської волості. Раніше тут знаходився їх спільна комора. Будівництво обійшлося в 150 тис. руб. Кошти збирав священик В. Пономарьов серед московського купецтва, але досить велику суму пожертвували і харків'яни. У 1901 році трьохпрестольний (головний престол на честь Озерянської ікони Богоматері, інші два — св. Князя Володимира і св. Амвросія Медіоланського) була освячена. Під час хресних ходів звідси, з вершини Холодної Гори, харківські архієреї благословляли чудотворною іконою місто.

## Доля ікони за радянських часів
Про долю чудотворної Озерянської ікони в радянські часи майже нічого невідомо. До 1926 року зустрічаються епізодичні дані. Останній хресний хід з іконою відбувся з 31 серпня до 18 вересня 1926 р. по маршруту Польна, Білій Колодязь, Вовчанськ, Графське і назад. Був також хід Рубіжне, Бугаївка, Графське, Вовчанськ, але ці дані потребують додаткової перевірки. Ікона зникла. Швидше за все її вкрали через цінний оклад. Існує версія, що ікону спалили. За іншими переказами, з місця останнього перебування ікони в Олександрівської каплиці поряд з Лопанським мостом Харкова (документально не доведено) вона була передана в Антирелігійний музей і зникла вже звідти. Хоча цей факт зовсім не сходиться з даними, які наводяться в краєзнавчій літературі. Що насправді сталося з іконою, мабуть, ніхто не знає.
В наш час з Озерянської ікони Богоматері залишилося два списки: один в Свято-Благовіщенському кафедральному соборі Харкова, інший в Свято-Озерянської парафіяльному храмі на Холодній горі.

## Перший фільм
Найперша на території Російської імперії кінозйомка, яку здійснив громадянин країни (перед цим була лише зйомка французом Каміллом Серфом коронації Миколи II в травні), — зйомка відомого харків'янина фотографа Федецького «Урочисте перенесення чудотворної Озерянської ікони з Курязького монастиря в Харків» (в Покровський монастир) 30 вересня 1896 р. 